# 大觀峰
32°59′47″N 131°04′02″E / 32.99639°N 131.06722°E

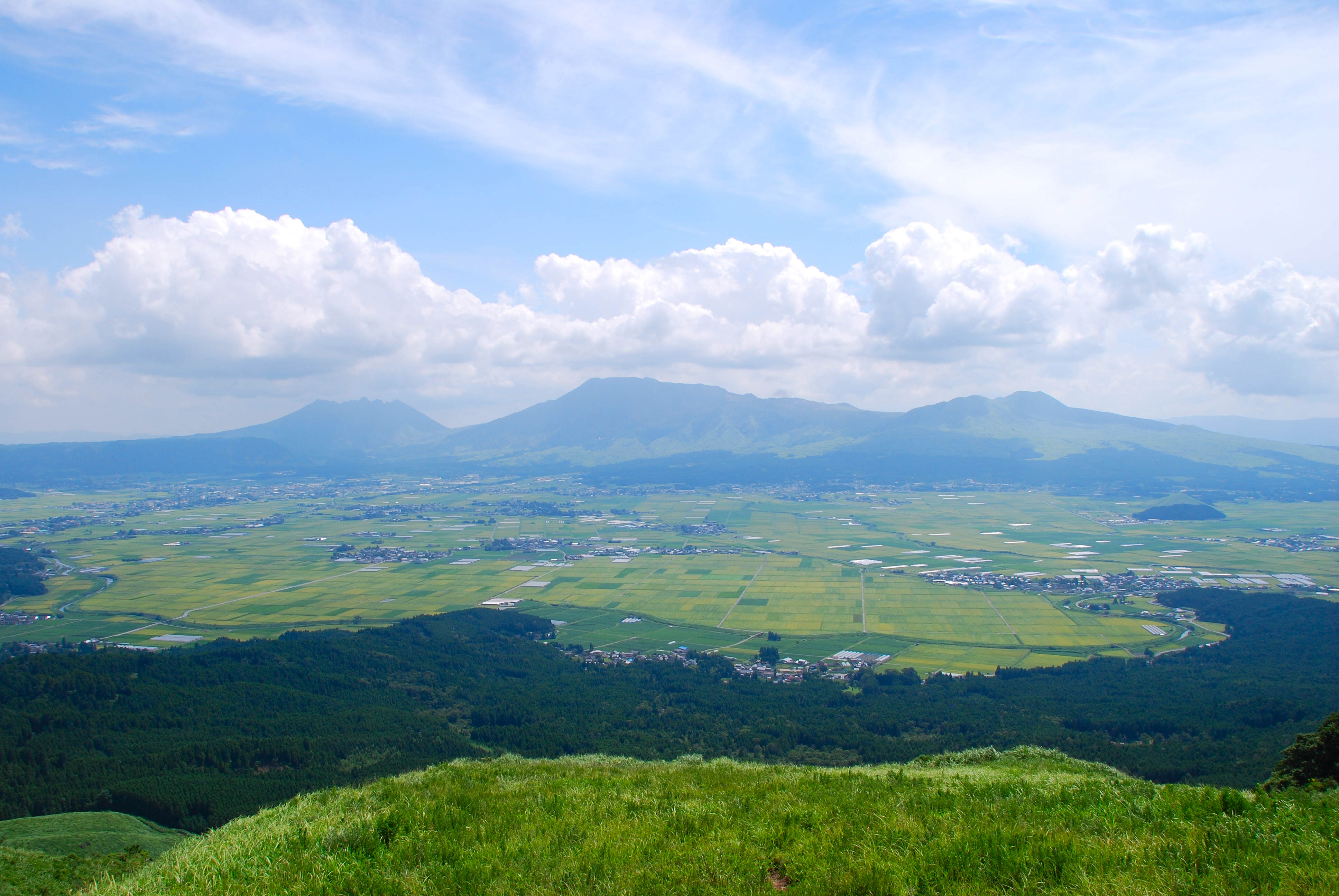
從大觀峰看到的阿蘇五岳

大觀峰是位於日本熊本縣阿蘇市的山，高度為海拔935.9公尺，是阿蘇北側外輪山的最高峰，可以遠眺阿蘇五岳及九重山脈。
「大觀峰」的名稱是由熊本縣出身的評論家德富蘇峰因此地的景色所命名，此處還設有熊本縣內的電視信號轉送站－阿蘇北中繼局，以及警方的無線中繼所。